# Noord-Duits voetbalkampioenschap 1925/26
In 1925/26 werd het twintigste voetbalkampioenschap gespeeld dat georganiseerd werd door de Noord-Duitse voetbalbond.
Holstein kiel werd kampioen en plaatste zich zo voor de eindronde om de Duitse landstitel. Als vicekampioen was ook Hamburger SV geplaatst. HSV versloeg Duisburger SpV en Fortuna Leipzig, in de halve finale verloor de club van Hertha BSC. Holstein Kiel versloeg Stettiner SC en Norden-Nordwest, in de halve finale verloor de club van SpVgg Fürth.

## Deelnemers aan de eindronde
| Club                    | Gekwalificeerd als                         |
| ----------------------- | ------------------------------------------ |
| Hamburger SV            | Kampioen van Groot-Hamburg/Alster          |
| Altonaer FC 1893 VfL    | Kampioen van Groot-Hamburg/Elbe            |
| Lübecker BV Phönix 03   | Kampioen van Lübeck-Mecklenburg            |
| VfR 1907 Harburg        | Kampioen van Noord-Hannover                |
| FV Kilia 1902 Kiel      | Kampioen van Sleeswijk-Holstein/Eider      |
| Kieler SV Holstein 1900 | Kampioen van Sleeswijk-Holstein/Förde      |
| SV Arminia Hannover     | Kampioen van Zuid-Hannover-Braunschweig I  |
| Hannoverscher SC 02     | Kampioen van Zuid-Hannover-Braunschweig II |
| Bremer SV 1906          | Kampioen van Westkreis-Jade                |
| SV Werder Bremen        | Kampioen van Westkreis-Wezer               |

## Eindronde

### Kwalificatie
De wedstrijden werden op 21 en 28 februari 1926 gespeeld. 
|  |                     |       |                  |  |
|  | SV Arminia Hannover | 5 - 3 | SV Werder Bremen |  |
|  |                     |       |                  |  |

|  |                     |       |                |  |
|  | Hannoverscher SC 02 | 6 – 2 | Bremer SV 1906 |  |
|  |                     |       |                |  |

|  |                    |       |              |  |
|  | FV Kilia 1902 Kiel | 1 - 5 | Hamburger SV |  |
|  |                    |       |              |  |

|  |                       |       |                         |  |
|  | Lübecker BV Phönix 03 | 1 - 4 | Kieler SV Holstein 1900 |  |
|  |                       |       |                         |  |

|  |                  |       |                      |  |
|  | VfR 1907 Harburg | 3 - 4 | Altonaer FC 1893 VfL |  |
|  |                  |       |                      |  |

### Finaleronde
| Plaats | Club                    | Wed. | W | G | V | Saldo | Ptn. |
| ------ | ----------------------- | ---- | - | - | - | ----- | ---- |
| 1.     | Kieler SV Holstein 1900 | 4    | 3 | 1 | 0 | 15:3  | 7:1  |
| 2.     | Hamburger SV            | 4    | 2 | 2 | 0 | 11:6  | 6:2  |
| 3.     | SV Arminia Hannover     | 4    | 1 | 2 | 1 | 11:12 | 4:4  |
| 4.     | Hannoverscher SC 02     | 4    | 1 | 0 | 3 | 3:8   | 2:6  |
| 5.     | Altonaer FC 1893 VfL    | 4    | 0 | 1 | 3 | 4:15  | 1:7  |

|  | Kampioen, geplaatst voor nationale eindronde |
|  | Geplaatst voor nationale eindronde           |